# San Andrés (Petén)
San Andrés é uma cidade da Guatemala do departamento de El Petén.